# 메스암페타민
메스암페타민(methamphetamine or meth, N-methylamphetamine, desoxyephedrine, 문화어: 메탐페타민)은 암페타민의 유도체로서 중추 신경을 강력하게 흥분시키는 각성제이다. 정신적 의존성이 매우 높으며, 남용과 탐닉을 일으킬 수 있어 많은 국가에서 마약류로 분류하고 있다.
한국에서는 지정된 향정신성의약품으로서 일반인은 그 소지만으로도 범죄로 처벌받는데, 현재 우리나라에서 가장 많이 남용되는 향정신성의약품이다. 빠르게 중독되고, 중독된 사람은 극심한 금단 현상을 겪으며, 투여 시 도파민 체계가 손상됨으로 인해 중추신경계의 여러 기능이 파괴됨으로써 다양한 증상의 합병증을 유발한다. 흥분과 다행감을 일으키는 특유의 효과 때문에 세계 여러 지역에서는 오락용 마약으로 남용되는 것으로 악명높으며, 이에 관하여 과다 투약으로 인한 사망이 계속해서 보고되고 있다. 미국에서는 FDA에 의해 ADHD나 비만을 치료하는 의료 목적으로의 사용이 승인되어 있다.

## 역사
1888년 일본 도쿄대학 의학부 나가이 나가요시(長井長義) 교수가 천식치료제인 마황(麻黃)으로부터 에페드린을 추출하는 과정에서 최초로 발견하였다. 1893년 세계 최초로 합성에 성공하였다. 
한국에서 잘 알려진 이름인 히로뽕, 필로폰은 일본의 '다이닛폰 제약'(대일본제약, 大日本製藥, 현 大日本住友製藥)이 1941년에 출시한 상품 이름 필로폰(Philopon) 또는 이를 일본 발음으로 읽은 히로뽕(ヒロポン 히로폰[*])이다. 이 상품명은 '노동을 사랑한다'는 뜻의 그리스어 'philoponos'에서 따온 것이다. 태평양 전쟁 당시 군인들의 피로 회복과 전투의욕 제고를 위한 군수용품으로 대량생산되었고, 군수공장 노동자들이 작업 중 잠이나 졸음을 쫓는 약으로 쓰였다.
이 때문에 일본에서는 각성제(覚醒剤)라고 불리는데, 일본 패망 후 1940년대 말에는 필로폰 중독자가 50만 명을 넘고 불결한 주사기 사용 탓에 간염이 확산되면서 1951년 「각성제단속법」(覚醒剤取締法, 각성제취체법)이 시행되었다. 이후 일본에서는 메스암페타민의 제조·유통·사용·소지가 금지되고 있다.
대한민국에서는 1960년대 후반에 필로폰이 대용마약으로 퍼지면서 사회적으로 문제가 되고 제약회사에서 이를 만들어 일본에 밀수출하는 일까지 벌어지자, 1970년 8월 7일 「습관성의약품관리법」을 제정해 1970년 11월 8일부터 제조·유통·사용·소지가 금지되었다. 현재는 「마약류 관리에 관한 법률」로 엄격하게 규제·처벌하고 있다. 한국프로야구 삼미 슈퍼스타즈의 선수 장명부가 이 약물로 영구제명되었다.

## 법령상 명칭의 연혁
품명이 영문으로 Methamphetamine 인데, 법령상 한글 표기가 아래와 같이 변천되었다.

#### 메탐페타민
습관성의약품관리법 시행령이 1970. 11. 3. 대통령령 제5378호로 제정된 때에는 메탐페타민이라고 규정했다.

#### 메스암페타민
1973. 8. 9. 대통령령 제6806호로 습관성의약품관리법 시행령이 개정되어 메스암페타민이라고 바뀌었다. 이는 향정신성의약품관리법 시행령 시기(1980~2000)에도 마찬가지였고, 마약류관리에관한법률 시행령 시기로 접어들어도 마찬가지여서, 2012. 6. 7. 메트암페타민이라고 개정되기 전까지 그러하였다. 1973년부터 2012년까지 약 39년간 메스암페타민이었던 것이다. th의 국제발음기호 θ인데, 국어기본법에 의한 어문규범 중 외래어 표기법이 이를 '스'라고 표기한다고 정한 것에 부합한다.

#### 메트암페타민
2012. 6. 7. 대통령령 제23845호로 마약류관리에관한법률 시행령이 개정되어 메트암페타민이라고 변경되었다. 소관부처는 식품의약품안전처 마약정책과이다. 그 배경 중 2가지는 다음과 같다: 첫째, 세계보건기구(WHO)의 국제의약품명 내지 국제일반명(INN)으로 정해진 이름이 metamfetamine이다. 1986년 Recommended List 26에 의한 것이다.; 둘째, 식품의약품안전청(현 식품의약품안전처)이 2003년 제정한 "의약품 명명법 가이드라인"은 th는 트 표기를 원칙으로 한다고 정하였다.

## 신경독성 및 신경면역학

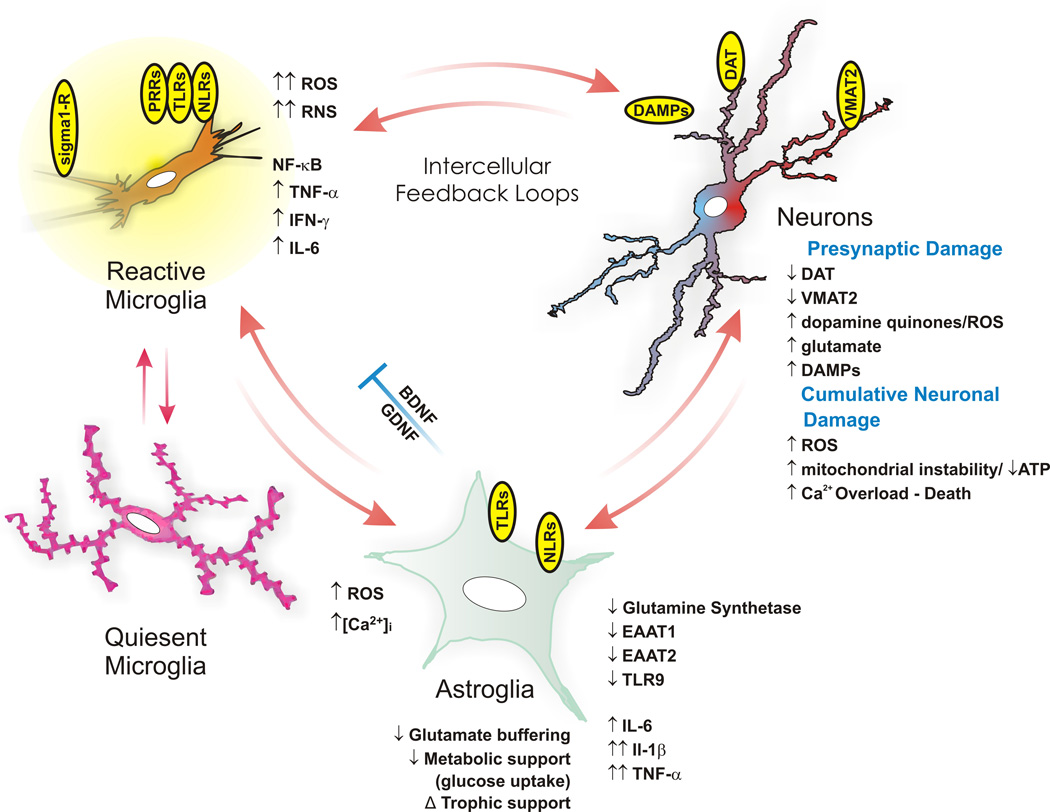
이 도표는 인간의 뇌에서 필로폰으로 유도된 신경전달물질을 매개하는 신경면역 메커니즘을 묘사하고 있다.필로폰 사용에 대한 NF-mediated neuroimmune response는 시그마 수용체 결합 및 활성화, 활성 산소종(ROS), 활성 질소종(RNS), 손상 관련 분자 패턴 분자(DAMP)를 통해 혈액-뇌 장벽의 투과성을 증가시킨다.글루탐산염 전달체(특히 EATH1과 EATH2)의 조절곤란과 포도당 대사, 글루알 세포와 도파민 뉴런의 과도한 Ca^{2+} 이온 유입.

이 도표는 인간의 뇌에서 필로폰으로 유도된 신경전달물질을 매개하는 신경면역 메커니즘을 묘사하고 있다.필로폰 사용에 대한 NF-mediated neuroimmune response는 시그마 수용체 결합 및 활성화, 활성 산소종(ROS), 활성 질소종(RNS), 손상 관련 분자 패턴 분자(DAMP)를 통해 혈액-뇌 장벽의 투과성을 증가시킨다.글루탐산염 전달체(특히 EATH1과 EATH2)의 조절곤란과 포도당 대사, 글루알 세포와 도파민 뉴런의 과도한 Ca2+ 이온 유입.
필로폰은 실험용 동물과 사람 모두의 도파민성 뉴런에 직접 신경독성이 있다.흥분성, 산화성 스트레스, 대사 절충, UPS 기능 장애, 단백질 질화, 소포성 망막 스트레스, p53 표현 및 기타 과정이 이 신경독성에 기여했다.도파민성 신경독성에 걸맞게 필로폰 사용은 파킨슨병 발병 위험이 높은 것과 관련이 있다.도파민성 신경독성 외에도, 인간에 대한 증거를 검토한 결과, 고선량 필로폰 사용이 세로토닌 신경독성이 될 수 있다는 것을 알 수 있었다.높은 코어 온도는 필로폰의 신경독성 효과의 증가와 상관관계가 있다는 것이 입증되었다.피부양자 필로폰의 투약시 배출이 일반 투약기간을 넘어 수개월 이상 지속되는 사후 투약으로 이어질 수 있다.
인간 필로폰 사용자를 대상으로 한 자기공명영상 연구에서도 뇌 구조와 기능에서 신경세포가 생성되거나 신경세포가 비정상적으로 변했다는 증거가 발견됐다.특히 필로폰은 레크리에이션용 필로폰 사용자의 경우 백색질의 초강도와 비대증, 해마의 현저한 위축, 정백피질, 변연피질, 마비피질 등에서 회백질을 감소시키는 것으로 나타난다.또한, N-아세틸라스파테이트와 크레아틴의 감소와 콜린과 묘이노시톨의 증가와 같은 레크리에이션 사용자들에게 대사 무결성과 합성성의 바이오마커 수준의 부정적인 변화가 일어난다는 증거가 제시된다.
필로폰은 인간 아스트로사이티에서 TAAR1을 활성화하고 그 결과 cAMP를 발생시키는 것으로 나타났다.아스트로사이테 국소화된 TAAR1의 활성화는 필로폰이 막 결합형 EATC2(SLC1A2) 수준을 감쇠시켜 이들 세포에서 기능을 수행하는 메커니즘으로 보인다.
필로폰은 시그마 수용체 하위 유형인 σ과1 σ에2 결합되어 마이크로몰라 친화력으로 활성화된다.시그마 수용체 활성화는 고열 촉진, 도파민 합성 및 방출 증가, 미세글라스 활성화에 영향을 미치고, 세포외 신호 캐스케이드와 반응성 산소종의 형성을 조절하여 필로폰 유도 신경독성을 촉진할 수 있다.

## 중독성

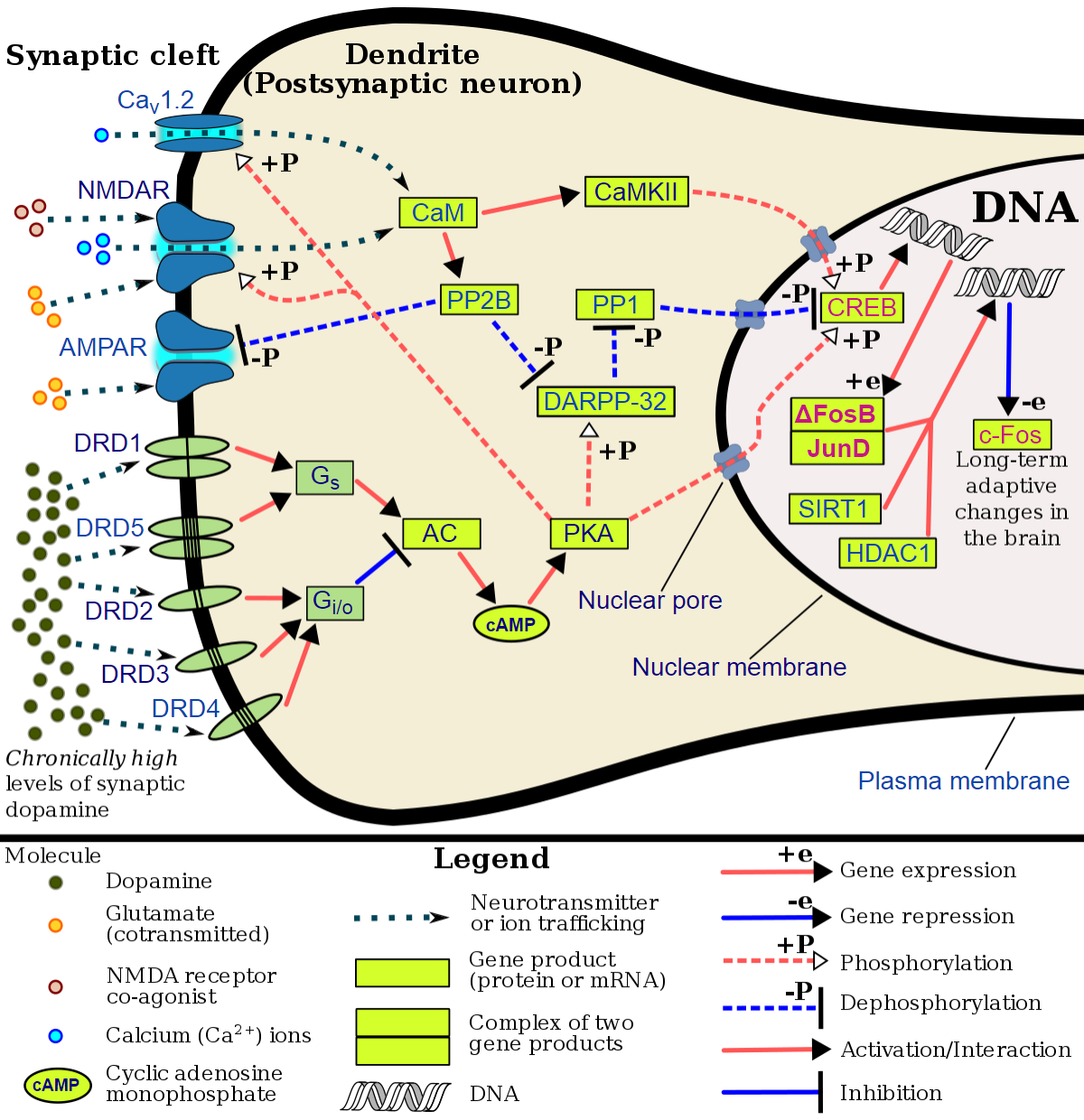
이 도표는 암페타민, 필로폰, 페네틸아민 등 시냅스 도파민 농도를 증가시키는 신경안정제에 만성적으로 고선량 노출되어 유도되는 뇌 보상센터의 신호 사건을 그린다.이러한 신경전달물질에 의한 사전 시냅스 도파민 및 글루타마테코 방출에 따라, 이러한 신경전달물질에 대한 사후 시냅스 수용체는 cAMP 의존 경로와 칼슘 의존 경로를 통해 내부 신호 이벤트를 유발하여 궁극적으로 인산화 증가를 초래한다.인산염 CREB는 ΔFosB의 수준을 증가시키며, 이는 다시 코어압박기의 도움으로 c-Fos 유전자를 억제한다;c-Fos 억제는 뉴런에 ΔFosB의 축적을 가능하게 하는 분자 스위치의 역할을 한다.뉴런에서 1~2개월 동안 지속되는 ΔFosB의 매우 안정적인(인산화) 형태는 이 과정을 통해 자극제에 고선량 노출을 반복한 후 서서히 축적된다.ΔFosB는 뇌에 중독과 관련된 구조적 변화를 일으키는 "마스터 제어 단백질 중 하나"로서 기능하며, 충분히 축적되면 다운스트림 대상(예: 핵 요인 카파 B)의 도움을 받아 중독 상태를 유도한다.

만성적인 약물 사용에 의한 현재의 중독 모델은 뇌의 특정 부분, 특히 핵에 의한 유전자의 발현 변화를 포함한다.이러한 변화를 일으키는 가장 중요한 전사 인자는 ΔFosB, cAMP 대응 요소 결합 단백질(CREB), 핵 인자 카파 B(NFκB)이다.ΔFosB는 약물 중독의 발전에 결정적인 역할을 하는데, 이는 핵에서 발생하는 D1형 중간 가시가 있는 뉴런의 과도한 억제가 중독에서 발생하는 대부분의 행동과 신경 적응에 필요하고 충분하기 때문이다.일단 ΔFosB가 충분히 과압되면, ΔFosB 표현이 더 증가하면서 점점 더 심해지는 중독 상태를 유도한다.알코올, 카나비노이드, 코카인, 메틸페니데스산, 니코틴, 오피오이드, 펜시클리딘, 프로포폴, 대체암페타민에 중독되었다.
전사인 ΔJunD와 히스톤 메틸전달효소 G9a는 모두 ΔFosB가 측좌핵에서 유도되는 것을 직접적으로 반대한다(즉, 그들은 그 표현의 증가에 반대한다).바이러스 벡터가 있는 핵에서 ΔJunD를 충분히 과압하면 만성 약물 사용에서 보이는 많은 신경 및 행동 변화(즉, ΔFosB에 의해 매개된 변화)를 완전히 차단할 수 있다.ΔFosB는 또한 입맛에 맞는 음식, 섹스, 운동과 같은 자연적인 보상에 대한 행동 반응을 조절하는 데 중요한 역할을 한다.자연적 보상과 중독성 약물 모두 ΔFosB의 발현을 유도하기 때문에(즉, 뇌가 더 많은 것을 생산하게 한다), 이러한 보상의 만성적인 획득은 유사한 병리학적 중독 상태를 초래할 수 있다.ΔFosB는 암페타민 중독과 암페타민 유도 성중독에 모두 관여하는 가장 중요한 요소로, 과도한 성행위와 암페타민 복용에서 비롯되는 강박적 성행위다.이러한 성중독증(즉, 마약에 의한 강박 성행위)은 암페타민이나 필로폰과 같은 도파민성 약을 복용하는 일부 환자에게서 발생하는 도파민 조절장애 증후군과 관련이 있다.

#### 후생유전인자
필로폰 중독은 많은 개인에게 지속적이며, 중독으로 치료받은 사람의 61%가 1년 이내에 재발한다.필로폰 중독자의 절반가량은 10년 이상 계속 사용하며 나머지 절반은 초기 사용 후 1~4년 정도부터 사용을 줄인다.
중독의 빈번한 지속성은 유전자의 발현 변화가 뇌의 특정 부위에서 오래 지속될 수 있으며, 중독 표현형식에 중요한 기여를 할 수 있음을 시사한다.최근 뇌의 유전자 발현에서 지속적인 변화를 이끄는 후생유전학적 메커니즘에 결정적인 역할이 발견되었다.
2015년 한 리뷰에는 설치류에서 만성 필로폰 사용과 관련된 많은 연구가 요약되어 있다.후생유전학적 변화는 뇌 보상 경로에서 관찰되었는데, 여기에는 복측 치골 부위, 측핵, 등측 선조체, 해마, 전두엽 피질 등의 부위가 포함된다.만성 필로폰 사용은 유전자 특성의 히스톤 아세틸화, 탈 아세틸화, 메틸화를 유발했다.뇌의 특정 부위의 유전자 특이 DNA 메틸화도 관찰되었다.다양한 후생유전적 변화는 중독에 중요한 특정 유전자의 하향 조절이나 상향 조절을 야기했다.예를 들어, 만성 필로폰 사용은 c-fos와 C-C 케모킨 수용체 2(cr2) 유전자의 촉진자에 위치한 히스톤 3의 위치 4에서 라이신의 메틸화를 유발하여 핵에 있는 그러한 유전자를 활성화시켰으며, c-fos는 중독에 중요한 것으로 잘 알려져 있다.ccr2 유전자는 또한 중독에도 중요하다. 왜냐하면 이 유전자의 돌연변이가 중독을 손상시키기 때문이다.
필로폰 중독 쥐의 경우, 히스톤의 아세틸화 감소를 통한 후생유전적 조절, 뇌 선조체 뉴런의 경우 글루탐산염 수용체 전사 감소를 초래했다.글루탐산염 수용기는 불법 약물 오용의 강화 효과를 조절하는 데 중요한 역할을 한다.
설치류에게 필로폰을 투여하면 뇌에 DNA 손상이 발생하는데, 특히 뇌핵 부위에서 그렇다.그러한 DNA 손상의 수리 중 DNA의 메틸화 또는 수리 현장에서 히스톤의 아세틸화 또는 메틸화와 같은 지속적인 염색질 변화가 발생할 수 있다.이러한 변화는 필로폰 중독에서 발견되는 지속적인 후생유전적 변화에 기여하는 염색체의 후생유전적 흉터가 될 수 있다

## 치료 및 관리
암페타민, 필로폰 또는 코카인 중독에 대한 12가지 심리사회적 개입이 포함된 50가지 재판에 대한 2018년 체계적 검토 및 네트워크 메타분석 결과, 우발적 관리와 지역사회 강화 접근방식을 모두 갖춘 결합치료의 효능(즉, 금주율)과 수용성(즉, 최저)이 가장 높은 것으로 나타났다.중퇴 비율.분석에서 조사된 다른 치료 방법으로는 우발적 관리 또는 공동체 강화 접근법을 이용한 단일 치료법, 인지 행동 치료법, 12단계 프로그램, 비전형 보상 기반 치료법, 심리역학 치료법 및 이와 관련된 기타 결합 치료법이 있다.
2019년 12월 현재 필로폰 중독에 대한 효과적인 약리 요법은 없다.2019년부터 체계적 검토와 메타분석이 암페타민 및 필로폰 중독에 대한 RCT에서 사용된 17가지 약리요법의 효능을 평가한 결과 메틸페니데이트가 암페타민이나 필로폰 자가 투여를 줄일 수 있다는 저강도 증거만 발견됐다

#### 의존과 철수
일반 필로폰 사용 시 내성이 생길 것으로 예상되며, 레크리에이션 사용 시 이 내성이 빠르게 발생한다.의존적인 사용자의 경우, 탈퇴 증상은 약물 내성 수준과 긍정적인 상관관계가 있다. 필로폰 투하로 인한 우울증은 코카인 투하보다 더 오래 지속되고 더 심하다.
현행 필로폰 레크리에이션 사용자들의 약물 의존성 및 탈퇴에 대한 코크란 리뷰에 따르면 "만성 헤비유저가 갑자기 [메탐페타민] 사용을 중단했을 때 마지막 투약 후 24시간 이내에 발생하는 시간제한 탈퇴 증후군을 보고하는 경우가 많다"고 밝혔다. 만성 고선량 사용자에서 탈퇴 증상이 자주 나타나 최대 87.6%의 사례에서 발생하며, 첫 주 동안 현저한 '충돌' 단계가 발생하면서 3~4주 동안 지속된다. 필로폰 금단 증상은 불안, 약물 욕구, 불규칙한 기분, 피로, 식욕 증가, 운동 증가 또는 운동 감소, 동기부여 부족, 불면증 또는 졸림, 생생하거나 명쾌한 꿈 등을 포함할 수 있다.
산모의 혈류 속에 존재하는 필로폰은 태반을 거쳐 태아에게 전달돼 모유로 분비될 수 있다. 필로폰 투약 산모에게서 태어난 영아는 신생아 금단증후군을 겪을 수 있는데, 수면 패턴이 비정상적이고, 영양 상태가 좋지 않으며, 진동이 심하고, 과음증이 동반되는 증상이 나타난다. 이 금단 증후군은 비교적 경미하며 약 4%의 환자에서만 의료 개입이 필요하다.
| 신경 재생성의 형태 또는 행동의 가소성 | 보강재 유형                        | 보강재 유형                              | 보강재 유형           | 보강재 유형         | 보강재 유형 |            |
| 신경 재생성의 형태 또는 행동의 가소성 | 오파테스                           | 정신운동제                               | 고지방 또는 설탕 식품 | 교접                | 체조, 운동  | 환경 농축  |
| ------------------------------------- | ---------------------------------- | ---------------------------------------- | --------------------- | ------------------- | ----------- | ---------- |
| ΔFosB 식 핵이 응축D1형MSNs            | ↑                                  | ↑                                        | ↑                     | ↑                   | ↑           | ↑          |
| 행동적 소성                           |                                    |                                          |                       |                     |             |            |
| 섭취 에스컬레이션                     | 네                                 | 네                                       | 네                    |                     |             |            |
| 정신운동제 교차감각                   | 네                                 | 해당되지 않음                            | 네                    | 네                  |             |            |
| 정신운동제 자화자기의                 | ↑                                  | ↑                                        | ↓                     | ↑                   | ↓           | ↑          |
| 정신운동제 조건부 장소 선호도         | ↑                                  | ↑                                        | ↓                     | ↑                   | ↓           | ↑          |
| 신경화학적 가소성                     |                                    |                                          |                       |                     |             |            |
| CREB인산화 중앙부에.                  | ↓                                  | ↓                                        | ↓                     |                     | ↓           | ↓          |
| 감작 도파민 반응 중앙부에.            | 아니요.                            | 네                                       | 아니요.               | 네                  |             |            |
| 변형된 선조체 도파민 신호             | ↓DRD2, ↑DRD3                       | ↑DRD1, ↓DRD2, ↑DRD3                      | ↑DRD1, ↓DRD2, ↑DRD3   |                     | ↑DRD2       | ↑DRD2      |
| 선조체 오피오이드 신호 변경           | 변경 없음 또는 μ-오피오이드 수용체 | μ-오피오이드 수용체 ↑κ-오피오이드 수용체 | μ-오피오이드 수용체   | μ-오피오이드 수용체 | 잔돈 없음   | 잔돈 없음  |
| 선조체 오피오이드 펩타이드의 변화     | ↑dynorphin 변화 없음: 엥케팔린     | ↑dynorphin                               | ↓케팔린               |                     | ↑dynorphin  | ↑dynorphin |
| 메소코르티컬임브 시냅스 가소성        |                                    |                                          |                       |                     |             |            |
| 핵에 포함된 덴드라이트 수             | ↓                                  | ↑                                        |                       | ↑                   |             |            |
| 덴드리트 척추 밀도: 핵이 수축하다.    | ↓                                  | ↑                                        |                       | ↑                   |             |            |

### 신생아
다른 약과 달리 태아에게 필로폰에 노출된 아기는 즉각적인 금단 증상을 보이지 않는다. 대신에, 인지 및 행동 문제는 아이들이 학령기에 이르면 나타나기 시작한다.
330명의 어린이를 대상으로 한 예비 코호트 연구에서는 3세 때 필로폰 피폭 어린이의 정서적 반응성 및 불안과 우울증의 징후가 증가했으며, 5세 때는 어린이의 외향성 및 주의력 결핍/과잉행동 장애 비율이 더 높은 것으로 나타났다.

## 합성
메스암페타민의 합성은 여러 가지 방법이 있는데, 잘 알려진 합성 방법이 Psuedoephedrine이나 Ephedrine을 환원시키는 방법이다. 또한 Phenyl-2-Propanone이라는 물질로 합성하는 방법이 있다. 브레이킹 배드에서 월터 화이트가 메틸 아민을 훔친 이유가 이것을 아말감과 함께 환원시키기 위해서였다.
Pseudoephedrine과 에페드린은 서로 이성질체 관계이다. 이것은 에페드린이 카이랄성을 가진다는 의미이고 이것은 또한 합성기작에 방해가 될 수 있는 의미이다. 참고로 Pseudoephedrine의 반응성이 그냥 에페드린보다 조금 더 낮다.

## 별명, 속칭, 은어
한국에서는 앞서 설명했듯이, 1940년대 상표명인 필로폰(Philopon) 또는 그 일본어 발음인 히로뽕으로 널리 알려져 있다. 뽕이라고 불리기도 한다. 그 의미가 확장되어 마약이나 중독성 물질 전반을 뽕으로 표현하기도 한다. 
국내에서 ‘히로뽕’, ‘필로폰’, ‘백색의 유혹’, ‘백색가루’ 등으로 지칭되며, 미국에서는 meth라고도 하고 결정체는 ‘ice’, 가루형태는 ‘speed’로 불리고, 중국에서는 ‘빙두’, 필리핀에서는 ‘사부(shabu)’, 대만에서는 ‘아미타민’, 일본에서는 샤부(シャブ) 등으로 불린다. 
최근 인터넷ㆍSNS를 이용한 불법거래가 증가하면서 ‘뽕’, ‘가루’, ‘술’, ‘크리스탈’, ‘물건’ 또는 ‘총’ 등의 은어로도 지칭된다.

## 같이 보기
- 야바 (약물)